# Ptychographa
Ptychographa — рід грибів родини Xylographaceae. Назва вперше опублікована 1874 року.

## Класифікація
Згідно з базою MycoBank до роду Ptychographa відносять 2 види:
- Ptychographa flexella
- Ptychographa xylographoides